# Powstanie strzeleckie

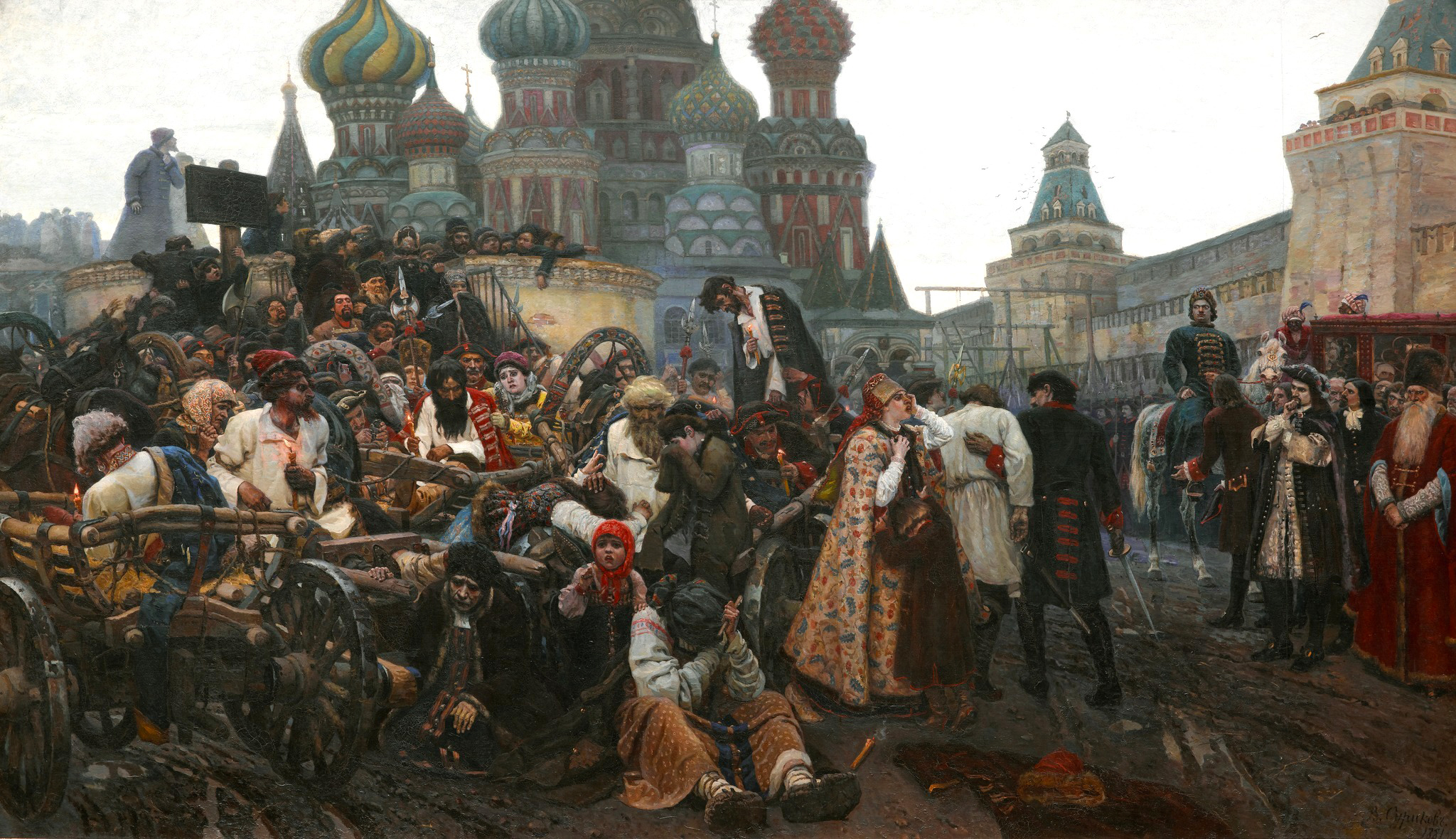
Kaźń strzelców, obraz Wasilija Surikowa (1881)

Powstanie strzeleckie (ros. Стрелецкое восстание) – drugi, za życia cara Piotra I, bunt strzelców moskiewskich.
Niektórzy historycy rosyjscy uważają, że strzelcy chcieli w ten sposób zaprotestować przeciwko „niezgodnym z prawosławiem” postępowym reformom Piotra I. Zdaniem innych był to ruch społeczny wymierzony przeciwko stosunkom pańszczyźnianym  i ciężkiej służbie wojskowej.
Moskiewscy strzelcy, którzy brali udział w piotrowym pochodzie na Azow w latach 1695–1696, zostali pozostawieni w Azowie i innych pogranicznych fortecach jako garnizony. Jednak w roku 1697 cztery pułki strzeleckie zostały niespodziewanie przeniesione do Wielkich Łuk, a nie – jak spodziewali się strzelcy – do Moskwy. W drodze głodowali, a dobytek – w braku koni – musieli dźwigać sami. W marcu roku 1698 175 strzelców zdezerterowało i pospieszyło do Moskwy celem złożenia skargi na złe traktowanie. Nawiązali potajemnie kontakt z zamkniętą przez cara w Monasterze Nowodziewiczym Zofią Aleksiejewną, w nadziei na jej pośrednictwo. Uciekinierzy zostali schwytani i odesłani do macierzystych pułków, gdzie wzmogło się niezadowolenie i chęć szukania rozwiązań drogą siłową.
6 czerwca strzelcy usunęli siłą wszystkich oficerów, wybrali w każdym z pułków 4-osobowe ciała przedstawicielskie i ruszyli na Moskwę zapowiadając przykładne ukaranie bojarów, zwłaszcza tych golących brody i palących tytoń, spalenie Niemieckiej Słobody i wymordowanie wszystkich obcokrajowców. Powstańcy (około 4000) zamierzali osadzić na tronie Zofię lub – gdyby odmówiła – jej dawnego kochanka Wasyla Golicyna, który przebywał na wygnaniu. Piotr I dowiedział się o buncie podczas pobytu w Wiedniu i natychmiast rozkazał czterem pułkom piechoty (2300 ludzi) i kawalerii dowodzonym przez Aleksego Szeina i Patricka Gordona uderzyć na strzelców.  18 czerwca strzelcy zostali bez trudu pokonani w pobliżu Tuszyna, około 40 km na zachód od Moskwy.
W rezultacie połączonego z torturami śledztwa 57 strzelców skazano na śmierć, resztę zaś zesłano w odległe zakątki państwa carów. Po powrocie Piotra I, co nastąpiło 25 sierpnia, ponownie wszczęto na jego rozkaz dochodzenie. Połączone z wymyślnymi torturami śledztwo – w czym car z lubością uczestniczył – doprowadziło do skazania na śmierć 1182 strzelców. Dalsze egzekucje trwały do roku 1707. 601 najmłodszych „ułaskawiono” poddając ich karze chłosty, obcinając nosy i uszy, piętnując na policzkach rozpalonym żelazem i zsyłając w głąb cesarstwa. Nawet te pułki moskiewskie, które nie brały udziału w powstaniu, zostały rozwiązane, a strzelcy wraz z rodzinami zesłani na prowincję.
Ukarane zostały także przyrodnie siostry cara: Zofia pozostała nadal w Monasterze Nowodziewiczym, ale już nie jako carówna, lecz mniszka Zuzanna. Do końca życia pod drzwiami jej celi stał posterunek wojskowy. Identyczny los spotkał Marfę Aleksiejewnę, czyli mniszkę Małgorzatę, zesłaną do Monasteru Uspieńskiego w Słobodzie Aleksandrowskiej ok. 80 km od Moskwy.